# Lawrie Reilly
Lawrance "Lawrie" Reilly (28 d'octubre de 1928 - 22 de juliol de 2013) fou un futbolista escocès de la dècada de 1950.
Defensà els colors del club Hibernian, on formà una destacada davantera amb Bobby Johnstone, Gordon Smith, Eddie Turnbull, i Willie Ormond.
Fou internacional amb la selecció d'Escòcia i amb la selecció de la lliga escocesa.
El 2005 fou inclòs a l'Scottish Football Hall of Fame.